# ژرژ ون استرالن
ژرژ ون استرالن (انگلیسی: Georges Van Straelen; ۱۰ دسامبر ۱۹۵۶ – ۲۷ اکتبر ۲۰۱۲) بازیکن فوتبال اهل فرانسه بود.
از باشگاه‌هایی که در آن بازی کرده‌است می‌توان به باشگاه فوتبال استاد برستوا ۲۹، باشگاه فوتبال استراسبورگ، باشگاه فوتبال نانت، باشگاه فوتبال تولوز، باشگاه فوتبال بوردو، و باشگاه فوتبال لوریان اشاره کرد.